# Kurier Bydgoski
Kurier Bydgoski – polski dziennik ukazujący się w Bydgoszczy w latach 1933–1939, następca Gazety Bydgoskiej; druga pod względem popularności gazeta codzienna w Bydgoszczy w dwudziestoleciu międzywojennym.

## Historia

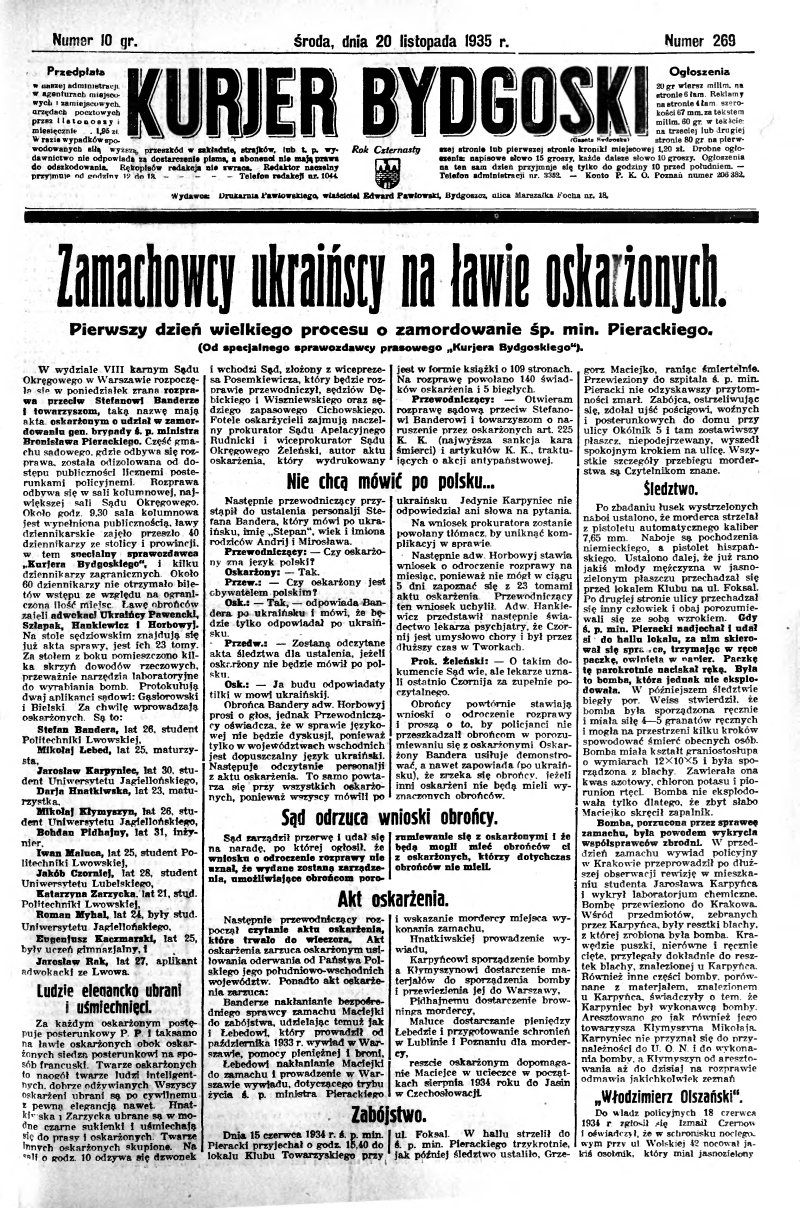
Kurier Bydgoski z 20 listopada 1935 r., relacjonuje proces ukraińskich zamachowców odpowiedzialnych za zabicie Bronisława Pierackiego

Poprzedniczką "Kuriera Bydgoskiego" była wydawana od 1922 r. "Gazeta Bydgoska" – organ Narodowej Demokracji. 10 czerwca 1933 r. „Gazeta Bydgoska” przestała być organem Stronnictwa Narodowego, zmieniając właściciela na Edwarda Pawłowskiego - jednego z akcjonariuszy „Kuriera Poznańskiego”. Redaktorem naczelnym „Kuriera Bydgoskiego” został Walerian Szczepkowski, były redaktor „Dziennika Poznańskiego”. 
Pismo stało się wyrazicielem polityki Polskiego Związku Zachodniego. Stałymi współpracownikami „Kuriera” byli: pisarz Jan Pietrzycki, krytyk literacki Jan Piechocki, Adam Grzymała-Siedlecki, poeci: Henryk Zbierzchowski i Gabriel Henner, regionalista Henryk Kuminek, Witold Bełza, a spoza Bydgoszczy na jego łamach publikowali: Adolf Nowaczyński i Witold Zechenter. Eksponowane miejsce zajmowała beletrystyka. 
Autorami wielu ogłoszonych w „Kurierze” liryków byli prawnicy, lekarze, nauczyciele, licealiści oraz poeci - amatorzy, dla których przedruk ich utworów w piśmie stanowił rodzaj towarzyskiej nobilitacji. Również bydgoskie życie teatralne było przedmiotem zainteresowań redakcji, jego omówieniu zaś służyła stała rubryka pt „Wrażenia teatralne”, do której recenzje pisali: Adam Grzymała-Siedlecki, Kazimierz Ulatowski i Konrad Fiedler. 
„Kurier” rywalizował z „Dziennikiem Bydgoskim”, lecz w zakresie popularności nie zyskał tak szerokiego uznania i pozostał w jego cieniu.